# Malá Haná (řeka)
Malá Haná je říčka v Jihomoravském kraji v okrese Vyškov. Má délku 18,6 km, napájí vodní nádrž Opatovice a jejím soutokem s Velkou Hanou ve Vyškově v místní části Dědice vzniká řeka Haná.

## Průběh toku

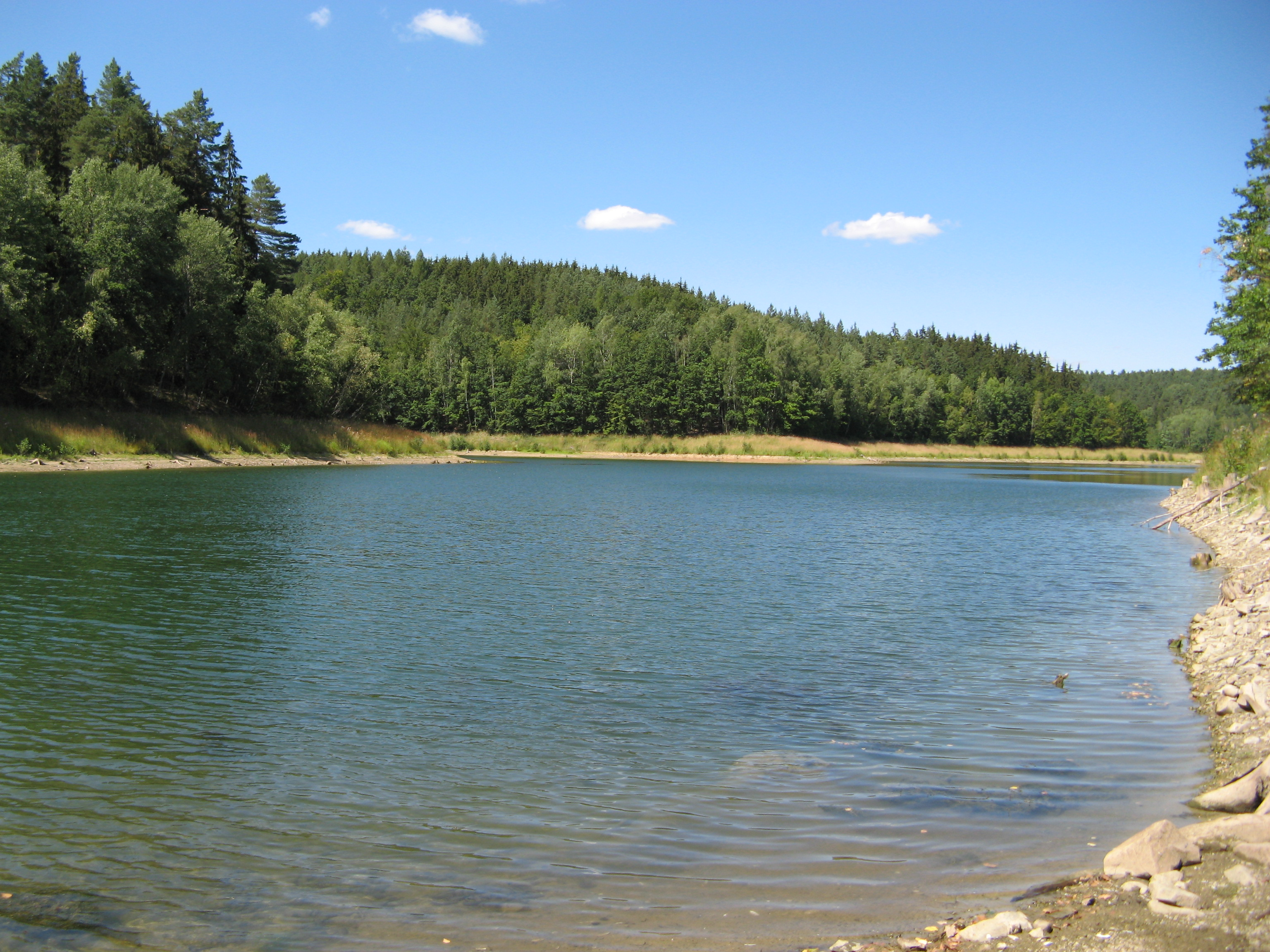
Vodní nádrž Opatovice

Pramení na Drahanské vrchovině severně od obce Krásensko, pod vrchem Kojál. Protéká okrajem Krásenska a pak zaříznutým údolím v lesnaté oblasti jihozápadně od VVP Březina, jehož západní hranici krátce tvoří. Východně od Ruprechtova míjí zříceninu Kuchlov a jižně od Rychtářova začíná vzdutí vodní nádrže Opatovice, která je zdrojem pitné vody pro Vyškovsko a Bučovicko. Její hráz leží jižně od Pařezovic na km 4,27. Dále Malá Haná protéká mezi dvěma kamenolomy, následně vesnicí Opatovice, a nakonec se v Dědicích u Vyškova slévá s říčkou Velká Haná (zleva) a vytvářejí řeku Haná.

### Přítoky
Zleva: Kulířovský potok, Rakovec; zprava: Lažanský potok.